# 卡姆揚卡 (波洛希區)

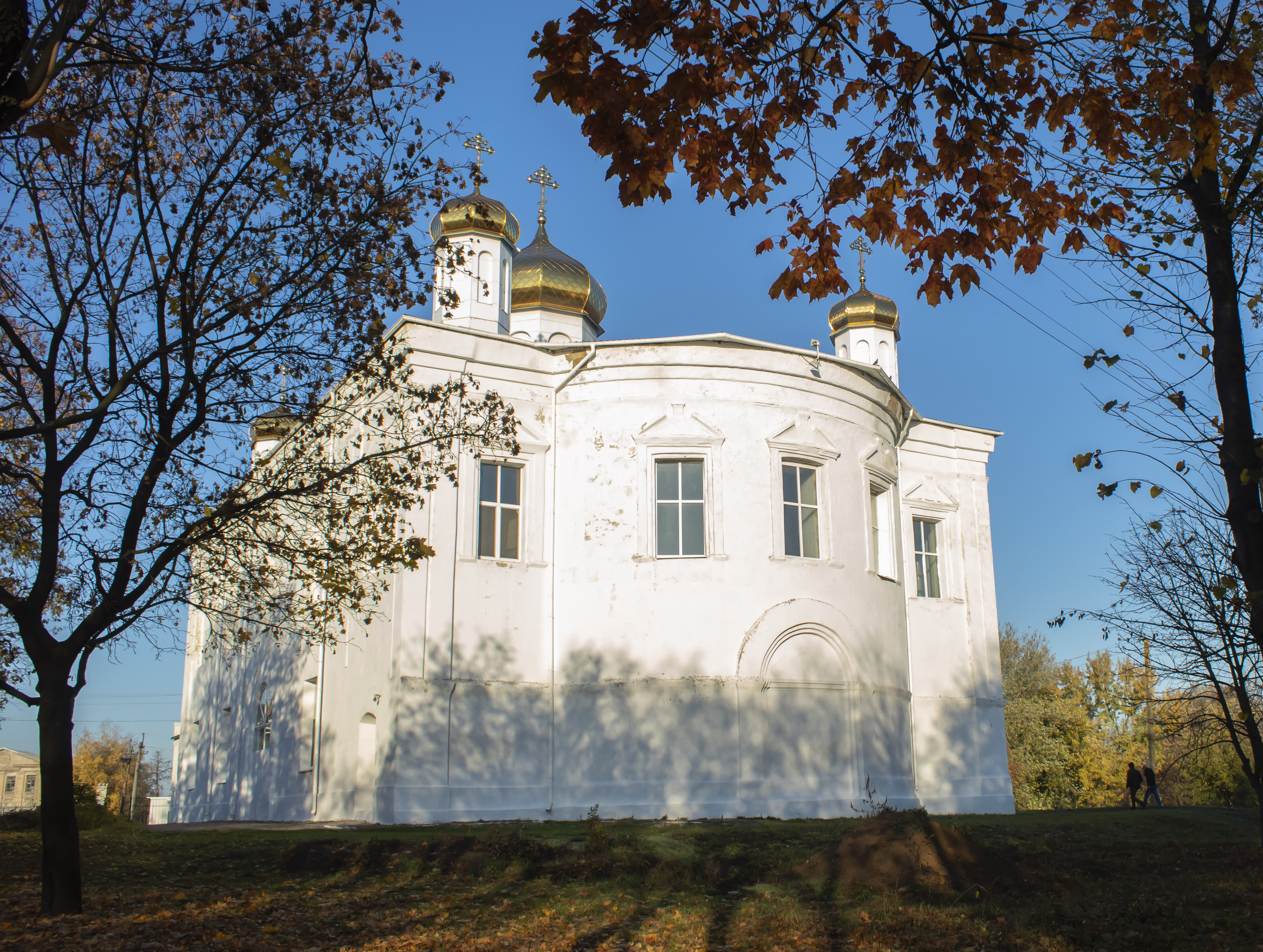
当地教堂

卡姆揚卡（烏克蘭語：Кам'янка），是烏克蘭東南部扎波羅熱州波洛希區比利马克市镇的鎮及行政中心，亦曾為比利马克区於2020年被撤消前的行政中心。該鎮始建於1782年，面積10.41平方公里，海拔高度203米，2021年人口6,507，人口密度每平方公里711.6人。

## 名称
该镇從2016到2021年稱為比利马克（烏克蘭語：Більмак）。1935-2016年名为古比雪韦或古比雪沃。